# Кобрендинг
Кобре́ндинг (англ. cobranding, также используется и co-branding), дословный перевод — «объединение брендов». Размещение в рекламном поле двух или более брендов, объединённых одной целью и сообщающих о программах для потребителя. Способ усиления коммуникативного воздействия на аудиторию.
Как инструмент управления, развития бренда, который влияет на капитал бренда, появился в начале Великой Депрессии в США в 1930-х годах. Инструмент помогал мелким и крупным компаниям объединиться для выпуска совместного продукта (продуктов), например, под новым общим названием, с использованием общих каналов продвижения.

## Виды архитектур ко-брендов
Наблюдается двуполярность в создании архитектур ко-брендов — ослабление или усиление связей с брендами компаний:
| Новый бренд, не связанный ни с одной из компаний                          | Новый бренд, в котором есть «отсылка» к названию одной из компаний                     | Бренд, совпадающий с названием одной из компаний            | Бренд, повторяющий названия обеих компаний (двойной бренд)                                         |
| ------------------------------------------------------------------------- | -------------------------------------------------------------------------------------- | ----------------------------------------------------------- | -------------------------------------------------------------------------------------------------- |
| В совместном бренде полностью отсутствует связь с «материнскими» брендами | В совместном бренде существует слабая преемственность с одним из «материнских» брендов | Совместный бренд совпадает с одним из «материнских» брендов | Совместный бренд совпадает с обоими из «материнскими» брендами, являясь результатом их объединения |

## Виды кобрендинга
Можно выделить основные виды кобрендинга:

### Партнёрские программы (same-company co-branding)
Это обмен клиентскими базами (с согласия клиентов), предоставление аналитической информации, компенсации и подарки (награды), привлечение клиентов к продвижению бренда и созданию содержания, увеличение посещаемости сайтов, кросс-продажи других продуктов и услуг, совместное продвижение бренда, совместные промоакции.
Часто в качестве партнёров выступают: провайдеры, платёжные системы, порталы и поисковые машины, а также рейтинги. Цель — увеличение количества преданных клиентов с помощью: а) знаков уважения к клиентам (проявление взаимности со стороны компании), б) принципа «добровольное действие покупателя должно быть простимулировано», в) персонифицированности обращения к человеку.
Примером партнёрской программы, которая усиливает коммуникативное воздействие на аудиторию, может служить сотрудничество брендов Star Alliance и др. Преимущества совместной деятельности (corporate plus) и особенности участия в Star Alliance выражаются как: единый образ (One Face), единое соглашение (One Agreement), объединённый отчёт (One Report), упрощённая организационная структура (Simple Administration), готовность идти на компромисс (Easy Compliance), возможность реализации глобальных программ для путешественников (Global Travel Solution).

### Территориальный кобрендинг (National to local co-branding)

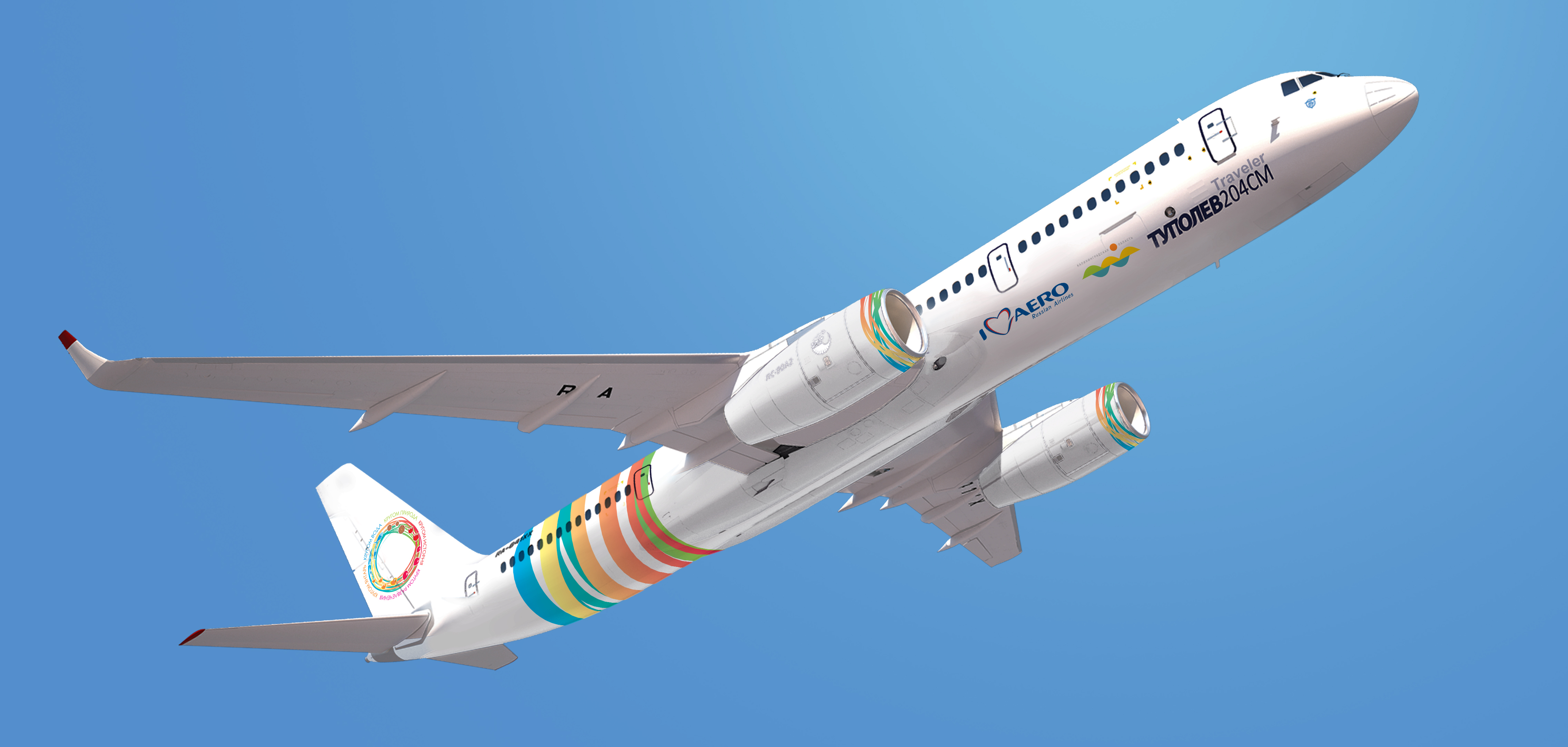
Дизайн ливреи самолёта авиакомпании X для конкурса Аэрофлота «Разработка фирменного стиля бюджетной авиакомпании» (май 2013). Кобрендинг брендов территории, авиакомпании и воздушного судна.

Для брендов также характерна поддержка брендов территорий (стран, областей, регионов и городов) с целью совместного привлечения туристов. Например, к кобрендингу привлекают также бренды пятизвёздочных сетей гостиниц и бутиков. Среди активных игроков на российском рынке по созданию целостного образа мечты о том, где можно жить и отдыхать на восточном направлении, можно назвать бренды Гонконга, Сингапура, Малайзии, Южной Кореи в сочетании с брендом авиакомпании и др. За рубежом это направление ведут Управления по туризму (Tourism Board).
Примером служит канадская реклама, которая представляет провинцию Квебек на аэрошоу в Париже (2005 г.) как «центр притяжения аэрокосмической индустрии всего мира». Слоган «Мыслишь „аэрокосмос“? Думай „Квебек!“» (Thinking aerospace? Think Québec!) объединяет известные авиационные бренды — Bombardier, Pratt & Whitney Canada, Bell Helicopter Textron и др. под флагом провинции Квебек.
Ещё один пример стратегического, долгосрочного кобрендинга на аэрошоу в Париже (издание Aviation International News, 2005 г.) представил штат Ю. Каролина (США): бренд штата Южная Каролина рекламирует 14 ведущих аэрокосмических предприятий, расположенных в этом штате. Среди них лидеры топ-листов Vought, Lockheed, Micheline Aircraft Time, Eaton, Honeywell, General Electric, Goodrich, Pratt & Whitney и др. Слоган «What if aviation were soaring to new levels in South Carolina?» (Что если авиация достигнет новых высот в Южной Каролине?) выполнен на цветовом поле флага штата.

### Кобрендинговые карты

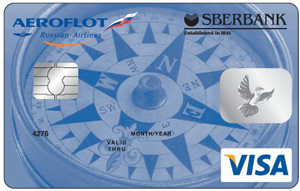
Пример кобрендинговой банковской карты Аэрофлот — Сбербанк — Visa как инструмента лояльности к брендам и программы поощрения часто летающих пассажиров Аэрофлот Бонус

Это клубные программы лояльности, кобрендинговые карточные проекты, бонусные схемы и др. Цель — создание универсального платёжного средства.
Часто используется в банковской сфере, в виде кобрендинговых карт (совместных пластиковых карт между банками и какими-либо организациями). Данные карты могут быть как дебетовыми, так и кредитными. Основной локомотив продвижения этих проектов — именно банки. Основная задача банка — приносить доход своим акционерам. Именно поэтому практически любой банк, работающий с физическими лицами, заинтересован в увеличении своей клиентской базы. Безусловно, это можно делать разными способами. В том числе и путём разработки и внедрения новых карточных продуктов (как по функционалу, так и для определённых групп людей или аудитории). Именно эти продукты и называются «кобрендинговыми картами».

### Компонентный кобрендинг (ingredient co-branding)
Включают в себя, например, бренды и желаемый объект, объекты как символ успеха и т. д. При этом обозначать «второй» продукт или бренд не обязательно. Реклама автомобилей успешно пользуются авиационными образами-брендами для утверждения своего превосходства. Например, автомобиль Rolls-Royce — самолёт с двигателем Rolls-Royce, LandRover и самолёт Cessna (бренд скрыт) и др.

### Примеры союза брендов
В качестве примера — совместный бренд WILL созданный компаниями Toyota — (крупнейшей японской автомобилестроительной корпорации), и Panasonic Corporation (яп. パナソニック株式会社 панасоникку кабусикигайся) — японской машиностроительной корпорацией, производителем бытовой техники и электронных товаров. Под брендом WILL (как новый отдельный молодёжный бренд) для внутреннего рынка Японии выпускаются как оригинальные автомобили, так и бытовая техника (холодильники, микроволновые печи и т. д.)
Корпорации создают совместные ко-бренд сайты, например, virginhotels.com/gap/ с использованием нового инструмента — инфографики Virgin и GAP Архивная копия от 11 июля 2015 на Wayback Machine.

### Совместные программы (multiple sponsor co-branding)
См. «альянс брендов».